# Bibliotecas e a comunidade LGBT

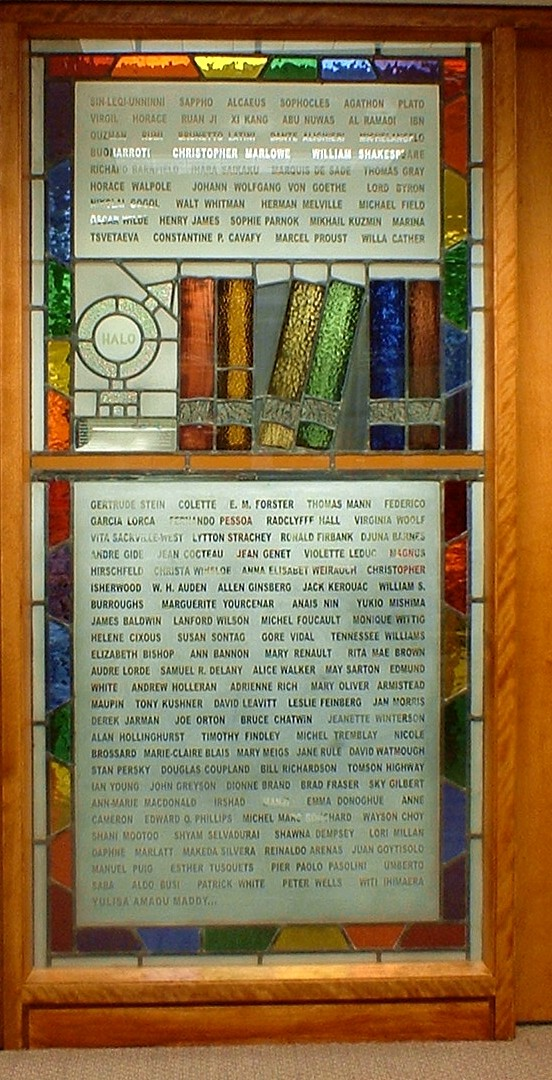
Vitral da Biblioteca do Orgulho na Universidade de Western Ontario.

Na era pós-Stonewall, o papel das bibliotecas no fornecimento de informações e serviços para indivíduos LGBT tem sido um tema de discussão entre os profissionais de bibliotecas. Muitas vezes, bibliotecas podem desempenhar um papel importante para indivíduos LGBT que buscam informações sobre assumir a própria orientação sexual, identidade de género ou expressão de género, informações sobre saúde e assuntos relacionados ao convívio familiar, bem como a própria busca pela leitura por prazer. Nos últimos quarenta anos, organizações que advogam pelo conteúdo LGBT em bibliotecas surgiram e diversos teóricos têm discutido vários aspectos dos serviços de biblioteca destinados aos indivíduos LGBT, incluindo preocupações com a privacidade, programação de eventos, desenvolvimento de coleções e ações de capacitação para o pessoal que trabalha em bibliotecas, bem como serviços especiais para os usuários juvenis e adolescentes.

## Desafios

### Privacidade
Em seu estudo de 2006, Stephanie Mathson e Jeffery Hancks descobriram que os livros de temática LGBT em uma biblioteca universitária tinham 20% mais chances de serem emprestados e devolvidos via máquinas de autoatendimento do que via balcão tradicional de circulação, composta por pessoas. No entanto, o tamanho da amostra foi pequeno, de modo que os resultados do estudo podem ser inconclusivos.

### Necessidade de educação para os funcionários de bibliotecas
Fornecer serviços imparciais para todos os usuários é um dos princípios centrais do Código de Ética da American Library Association (ALA). Artigos que datam de 1987, por Richard Ashby, intitulados "Serviços de biblioteca para pessoas lésbicas e gays" têm argumentado que este compromisso com a neutralidade deve fornecer a base para completar o serviço de biblioteca para todas as pessoas, independentemente de orientação sexual ou de identidade de gênero. Ashby argumenta que as bibliotecas, especialmente no seu papel de provedoras de literatura para o prazer da leitura, podem apoiar indivíduos LGBT a superarem um sentimento de isolamento dentro da comunidade em que vivem. O autor enfatiza a importância da capacitação de pessoal para fornecer a todos os indivíduos LGBT um espaço seguro dentro da biblioteca, incluindo:
- Capacitação de pessoal para trabalhar com populações diversas, especificamente usuários LGBT;
- Políticas de desenvolvimento de coleções abrangentes e eficazes para materiais LGBT;
- Formação de bibliotecários para adquirir familiaridade com editores ou fontes de materiais LGBT, incluindo a utilização de livrarias locais ou grupos comunitários.

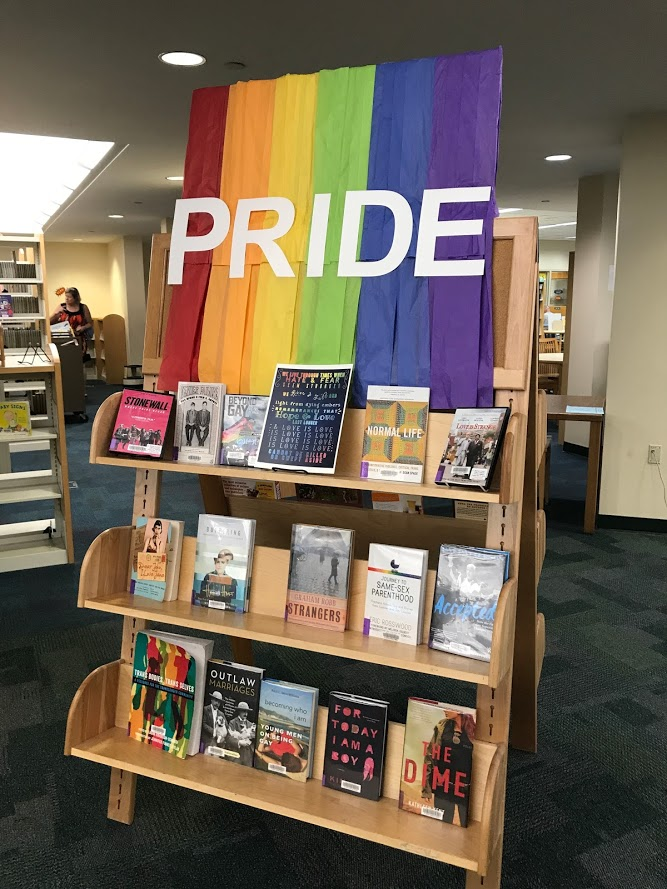
Uma exibição de livros do Orgulho LGBTQ+ de 2017 na Biblioteca Pública Barbara S. Ponce em Pinellas Park, Flórida, EUA

Concordando com muitas das afirmações de Ashby em seu artigo de 2007 intitulado "Os serviços das bibliotecas públicas escocesas podem ser considerados socialmente inclusivos a todos os grupos minoritários enquanto a ficção lésbica ainda está tão inacessível?", Jaqueline Goldthorp descreve alguns dos desafios que  lésbicas enfrentam ao tentar encontrar livros de ficção lésbica em bibliotecas escocesas. Ela vincula seu estudo da literatura lésbica para a importância da leitura de ficção no bem-estar psicológico das mulheres, argumentando que elas, muitas vezes, recorrem à leitura da ficção para a autoafirmação e a construção de identidade. Além disso, os títulos de ficção lésbica podem ter preços até 30% mais caros que os títulos de ficção não-lésbicas, o que significa que, para muitas lésbicas de baixa renda ou da classe trabalhadora, bibliotecas são o único meio de acesso a esses títulos. Goldthorp pesquisou 26 bibliotecas escocesas e constatou que, em 2007, a maioria tinha menos de dez livros indexados como "ficção lésbica" e quase nenhum título recente premiado. Ela sugere diversidade na formação e na capacitação para os funcionários de bibliotecas, sobre métodos e recursos para a prestação de serviços às lésbicas como forma de promover uma maior inclusão.
No artigo de 2007 de Mehra e Braquet, "Bibliotecários e profissionais da informação como pesquisadores ativos no ambiente acadêmico" expande-se mais sobre o papel central dos bibliotecários na promoção da aceitação LGBT, observando que a profissão está "unicamente situada no fornecimento do acesso à informação e à literatura LGBT."

## LGBT, classificação e indexação
Antes da década de 1960, "homossexualidade" foi o termo de busca básico para a maioria das bibliotecas que adotam a Library of Congress Subject Headings (LCSH). De acordo com o bibliotecário Steve Wolf, a "homossexualidade" foi classificada sob "desvios sexuais" até 1972, quando foi movida para a classe "vida sexual". Desde então, os indivíduos que se identificam como LGBT têm feito grandes avanços na reforma dos cabeçalhos de assunto que muitas bibliotecas usam. A Biblioteca do Congresso adicionou "Pessoas trans" e "Transexualidade" como cabeçalhos de assunto em 2007. A criação de cabeçalhos novos e precisos para a comunidade LGBT torna mais fácil para que as pessoas LGBT encontrem a informação que é pertinente para as suas necessidades. Ampliando estes vocabulários oficiais para afirmar a língua e a identidade dentro da comunidade LGBT cria maior aceitação para a diversidade de gênero e identidades sexuais.
A literatura mais recente tem abordado a questão da classificação a partir da perspectiva da teoria queer. Em seu artigo de 2013, "Questionado o catálogo: a teoria queer e a política de correção", a bibliotecária Emily Drabinski define a relação entre a identidade LGBT e a biblioteca como historicamente contingente. Para Drabinski, "pode não haver uma categoria ou estruturas linguísticas "corretas", apenas aquelas que discursivamente emergem e circulam em um determinado contexto." Drabinski diz que uma abordagem queer para catalogação inclui os bibliotecários de referência e os usuários que podem engajar-se em diálogo sobre os preconceitos subjacentes e ajudar a desmantelar uma linguagem opressiva. Em um artigo de 2014, Emily Drabinski, Âmbar Billey e K. R. Roberto criticaram a regra 9.7 do(a) RDA, que força os bibliotecários catalogadores a atribuírem um gênero quando da criação de registos de autoridade, deixando de fora as identidades não-binárias de gênero e as identidades fluidas. Marika Cifor utiliza da teoria queer para argumentar que o ódio deve ser utilizado como um princípio de organização em arquivos LGBT. Ela escreve que "examinar o arranjo e a descrição de cartas e mensagens de ódio, fundos arquivísticos sobre crimes de ódio e documentar e descrever atitudes autodestrutivas de pessoas gays e trans demonstra que o ódio é uma lente útil para analisar e desconstruir o poder normativo e as suas afetivas circulações e estruturas."